# Georgetown (Maine)
Georgetown és una població dels Estats Units a l'estat de Maine (EUA). Segons el cens del 2000 tenia 1.020 habitants.

## Demografia
Segons el cens del 2000, Georgetown tenia 1.020 habitants, 441 habitatges, i 287 famílies. La densitat de població era de 21 habitants/km².
Dels 441 habitatges en un 24,9% hi vivien nens de menys de 18 anys, en un 57,1% hi vivien parelles casades, en un 5,7% dones solteres, i en un 34,9% no eren unitats familiars. En el 27,7% dels habitatges hi vivien persones soles el 9,8% de les quals corresponia a persones de 65 anys o més que vivien soles. El nombre mitjà de persones vivint en cada habitatge era de 2,31 i el nombre mitjà de persones que vivien en cada família era de 2,84.
Per edats la població es repartia de la següent manera: un 21,3% tenia menys de 18 anys, un 6,7% entre 18 i 24, un 26,3% entre 25 i 44, un 29,4% de 45 a 60 i un 16,4% 65 anys o més.
L'edat mediana era de 42 anys. Per cada 100 dones de 18 o més anys hi havia 97,3 homes.
La renda mediana per habitatge era de 47.813 $ i la renda mediana per família de 58.438 $. Els homes tenien una renda mediana de 39.028 $ mentre que les dones 24.792 $. La renda per capita de la població era de 24.709 $. Entorn del 3,9% de les famílies i el 6,8% de la població estaven per davall del llindar de pobresa.